# Kadita
Kadita (hebrejsky כדיתה nebo קדיתא, v oficiálním přepisu do  angličtiny Kaddita, nazýváno též Har Kotar, הר כותר) je vesnice v Izraeli, v Severním distriktu, v Oblastní radě Merom ha-Galil.

## Geografie
Leží v nadmořské výšce 764 metrů, v hornaté části Horní Galileji, cca 35 kilometrů východně od břehů Středozemního moře a cca 17 kilometrů na severozápad od Galilejského jezera. Je situována na vyvýšeném hřbetu Har Kotar, na jehož východní straně terén prudce spadá do údolí vádí Nachal Amud, na straně západní do údolí Nachal Kotar. Náhorní planinu na severní straně vyplňuje vodní nádrž Ma'agar Dalton.
Obec se nachází cca 120 kilometrů severovýchodně od centra Tel Avivu a cca 50 kilometrů severovýchodně od centra Haify. Kaditu obývají Židé, přičemž osídlení v tomto regionu je etnicky smíšené. Zhruba 3 kilometry na severozápad leží město Džiš, které obývají izraelští Arabové, 5 kilometrů na jihovýchodní straně je to zase židovské město Safed. Kadita je na dopravní síť napojena pomocí lokální silnice s nezpěvněným povrchem, jež se jižně od vesnice napojuje na dálnice číslo 89.

## Dějiny
První osadníci sem dorazili roku 1988, přičemž vesnice geograficky i svým jménem navazuje na arabskou vesnici Kadita, jež tu stála do roku 1948. V prostoru se přitom nacházelo starověké židovské osídlení. Nalézá se zde hrobka talmudského učence, rabína Tarfona. V roce 1988 se zde usadily první rodiny, které pobývaly v neoficiálních podmínkách.
Vznik židovské vesnice v této lokalitě byl součástí tendence k posilování židovského osidlování Galileji, které inicioval Ariel Šaron coby tehdejší ministr bytové výstavby. Zakladatelkou vesnice byla Tamar Har-Zahav, dcera fotografa Davida Rubingera, která koupila pozemky v blízkosti drúzského města Bejt Džan s cílem se tam usadit. Vzhledem k námitkám ochranářů přírody jí Ariel Šaron dal svolení, aby nalezla jinou lokalitu. Při obhlídce krajiny pak skupina okolo Har-Zahav narazila na plochu opuštěné arabské vesnice Kadita. V roce 1981 se k této první osadnici připojily další tři rodiny. Mezi nimi byl i Doron Goldman, který se nedlouho předtím vystěhoval ze Sinaje, kterou Izrael vrátil Egyptu. Mezi zakladatelské osadníky patřili i Moše a Lenny Elbazovi, kteří navrhli budovat Kaditu jako ekologickou vesnici, v níž hodlali žít v harmonii s okolní přírodou. V roce 1991 byla obyvateli založena asociace pro výstavbu vesnice. Ministr Šaron vyslovil aktivistům podporu a přislíbil, že stát bude řešit otázku uvolnění pozemků. Následně se zde usadilo 20 rodin, včetně Amira Mašlera, který je počátkem 21. století uváděn jako předák místní samosprávy. Postavili si zde provizorní příbytky a začaly obdělávat zdejší pozemky. V roce 2000 mezi obyvatele přibylo dalších 15 rodin.
Oficiální statut obce a územní plán ale stále nebyl pro Kaditu vydán. Izraelská vláda respektive Izraelská pozemková správa proto považovaly vesnici za nelegální a její obyvatele za squattery. Úřady opakovaně vytlačovaly některé místní obyvatele z lokality, bořily jejich domy a trvaly na tom, že nová vesnice zde vznikne, ale až coby plánovitý obytný soubor, nikoliv živelně rostlá komunita. Zástupce pozemkové správy navíc uváděl, že někteří z osadníků nebyli součástí původní skupiny a šlo o lidi s napojením na organizovaný zločin. Ještě k roku 2005 se uvádí, že vesnice stále čeká na oficiální schválení vládou. Podle plánu z roku 2008 měla konečně vesnice získat oficiální statut, ale starousedlíci odmítali projektovanou výstavbu plánovitého rezidenčního celku se 150 domy, protože narušoval jejich koncepci ekologického, komunitního bydlení.
Vesnice Kadita byla oficiálně uznána za samostatnou obec až v roce 2009.

## Demografie
Populace je smíšená, tvořená sekulárními i nábožensky orientovanými Izraelci.
Podle údajů z roku 2014 tvořili populaci v Kaditě Židé (včetně statistické kategorie "ostatní", která zahrnuje nearabské obyvatele židovského původu ale bez formální příslušnosti k židovskému náboženství). Jde o menší sídlo vesnického typu. K 31. prosinci 2014 zde žilo 165 lidí. Během roku 2014 populace klesla o 2,4 %.
| Rok            | 2011 | 2012 | 2013 | 2014 |
| -------------- | ---- | ---- | ---- | ---- |
| Počet obyvatel | 147  | 147  | 169  | 165  |